# Strategia ABC
Abstynencja, Wierność, używanie prezerwatyw, inaczej Strategia ABC (od ang. "Abstinence, Be faithful, use a Condom") znana również jako edukacja seksualna oparta na abstynencji — strategia edukacji seksualnej oparta na połączeniu unikania ryzyka i ograniczania szkód, która modyfikuje podejście abstynencyjnej edukacji seksualnej poprzez uwzględnienie nauczania o wartości redukcji liczby partnerów, bezpiecznym współżyciu seksualnym i metodach kontroli urodzeń. Edukacja seksualna oparta wyłącznie na abstynencji ma na celu wyłącznie promowanie abstynencji seksualnej do czasu zawarcia małżeństwa i nie uczy o bezpiecznym seksie lub środkach antykoncepcyjnych. Program edukacji seksualnej opartej na abstynencji ma na celu podkreślenie abstynencji, jednak zawiera również informacje na temat bezpiecznych praktyk seksualnych. Ogólnie rzecz biorąc, ta strategia edukacji seksualnej jest kompromisem pomiędzy edukacją opartą wyłącznie na abstynencji a kompleksową edukacją seksualną. 
Podejście ABC zostało opracowane w odpowiedzi na rosnącą epidemię HIV/AIDS w Afryce oraz w celu przeciwdziałania rozprzestrzenianiu się innych chorób przenoszonych drogą płciową. Niektórzy przypisują temu podejściu spadek liczby osób zarażonych AIDS, między innymi w Ugandzie, Kenii i Zimbabwe. W latach 1990–2001 odsetek Ugandyjczyków żyjących z AIDS spadł z 15% do 5-6%.

## Aspekty
Strategia ABC składa się z trzech elementów:
- Abstynencja (ang. Abstinence): W stosunku do młodzieży program sugeruje dążenie do opóźnienia wieku inicjacji seksualnej, dlatego przesłaniem jest abstynencja.
- Wierność (ang. Be Faithful): Dorosłych żyjących w stałych związkach zaleca się informować, że najpewniejszą drogą zabezpieczenia jest wierność wobec partnera.
- Używanie prezerwatyw (ang. Use a Condom): Tym, którzy są już aktywni seksualnie, należy udostępniać prezerwatywy, informując jednak, że są one skuteczne w 80-90 proc (nie zawsze są używane). Jeśli nie wiadomo, czy partner jest zdrowy, należy umożliwiać mu testy oraz wspierać w poprawnym i stałym używaniu prezerwatyw. Dla grup ryzyka podstawowym przesłaniem jest stałe i poprawne używanie prezerwatyw. Kościół katolicki publicznie wyraził swój sprzeciw wobec używania prezerwatyw. Jednak w 2010 r., podczas wywiadu, papież Benedykt XVI odniósł się do używania prezerwatyw i wyraził opinię, że prezerwatywy są "pierwszym krokiem" moralności[7].

Program zakłada odpowiednią równowagę między tymi aspektami, ale jest otwarty na wszystkie kwestie światopoglądowe: każda organizacja może się zaangażować w odpowiadające jej działania.